# Giovanni Battista Vitali
Giovanni Battista Vitali  fue un compositor y violinista italiano del denominado Barroco Medio, nacido en Bolonia el 18 de febrero de 1632 y fallecido en Módena el 12 de octubre de 1692.
Autor de cantatas, oratorios y  producciones instrumentales, creó una síntesis entre el contrapunto de sonata de iglesia y libre melodía de cámara. Influenciado por Jean-Baptiste Lully, fue precursor junto a Giuseppe Torelli en introducir el minué en la suite.
Entre sus obras hay que destacar doce sonatas instrumentales y dos salmos.
Sobre la célebre chacona en sol menor para violín y bajo continuo, se cree que es obra de su hijo, Tommaso Antonio Vitali, pues el manuscrito reza tan sólo Tommaso Vitallino. Sin embargo, lo más probable es que haya sido obra del violinista Ferdinand David (quien estrenó el concierto para volín de Mendelssohn). David dijo haberla descubierto, y la publicó junto con otras obras. Hoy se la puede oír también con una orquestación de Ottorino Respighi.